# Benjamin Vulliamy
Benjamin Vulliamy (1747-1811) fue un relojero responsable de la fabricación del «Reloj de péndulo» que, entre 1780 y 1884, fue el regulador oficial del tiempo de Londres.

## Biografía
Benjamin fue hijo de Justin Vulliamy, relojero de origen suizo que se trasladó a Londres alrededor de 1730. Justin se convirtió en un asociado de Benjamin Gray, un conocido relojero establecido a Pall Mall, y se casó con Mary, hija de Gray, con quien tuvo un hijo, Benjamin. Justin sucedió su suegro en el cargo del negocio y el 1780 su hijo Benjamin entró a la sociedad (Vulliamy & Son). Padre e hijo trabajaron juntos hasta la muerte de Justin el 1 de diciembre de 1797.

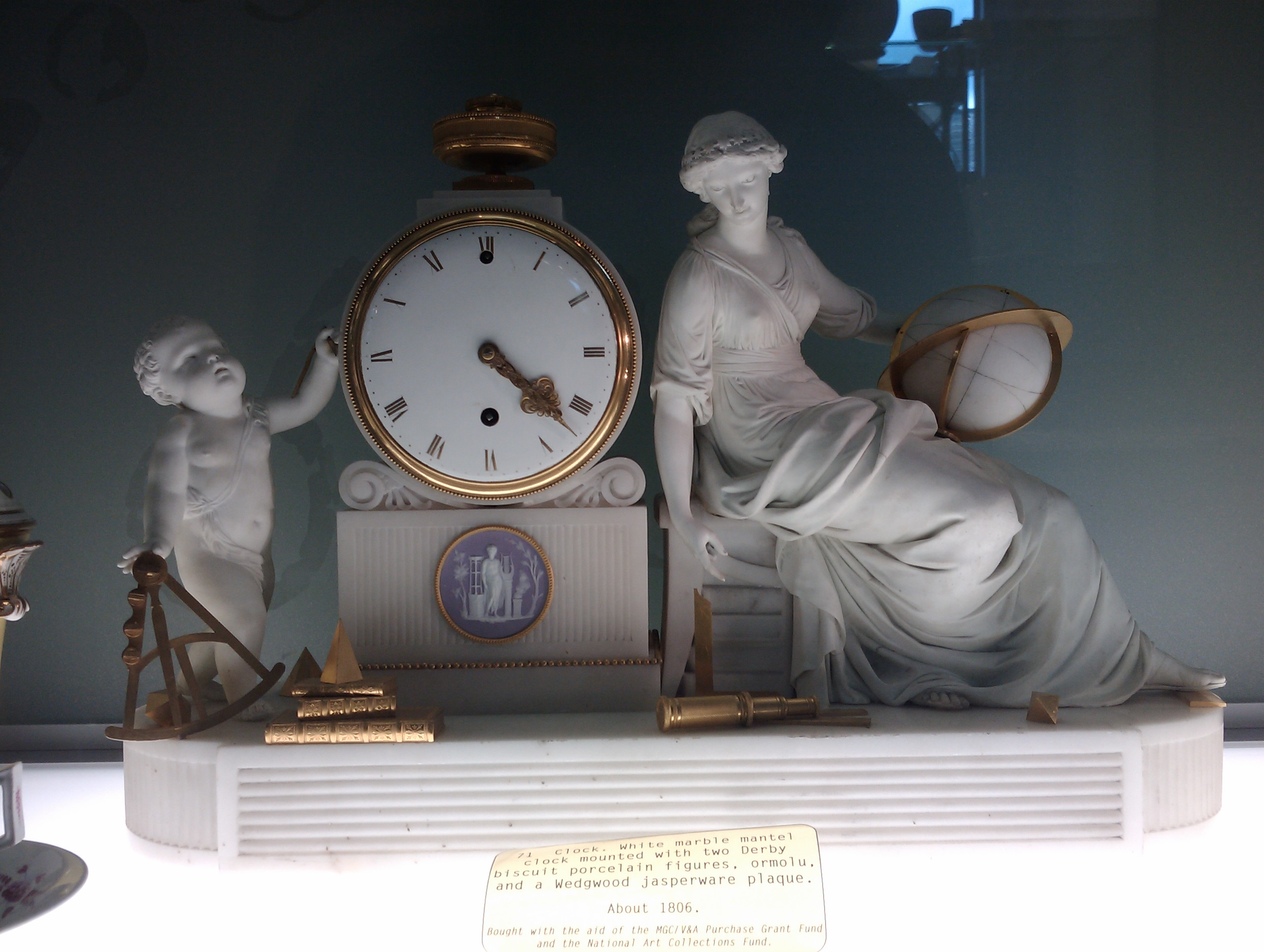
Un reloj de Vulliamy combinado con porcelana de Derby expuesto al Derby Museum and Art Gallery

Desde muy pequeño Vulliamy había mostrado interés en seguir la carrera de su padre. Ya como adulto, empezó a ganar reputación como fabricante de relojes de estantería, piezas de decoración que adornaban los vestíbulos de la aristocracia (actualmente se pueden encontrar algunos de expuestos al Derby Museum and Art Gallery). Su talento le hizo ganar una autorización real en 1773 que le otorgaba una financiación de 150 libras por año como Relojero del Rey Jorge III (había una distinción similar, Relojero real, que pertenecía en aquella época a George Lindsay). El rey, un entusiasta de los relojes y de los artefactos mecánicos, era patrón de Justin Vulliamy, pero solo Benjamin recibió este honor tan significativo.
Alrededor de 1780, Vulliamy fue designado para construir el «Reloj de péndulo», reloj principal del Observatorio Real Kew, que servía de Meridiano principal y era responsable de llevar el tiempo oficial de Londres hasta el 1884, cuando el Observatorio de Greenwich asumió los dos roles.
El 1780 nació Benjamin Lewis Vulliamy: fue el último de la nisaga que se dedicó al negocio familiar de la relojería. Ninguno de sus descendentes continuó con el trabajo; su hijo, Lewis, fue un arquitecto.

### Los «relojes Vulliamy»
Los relojes Vulliamy eran de un valor elevado y representaron el clímax de la tecnología de la época: un «Reloj Vulliamy» fue presentado al emperador chino Qianlong durante la misión diplomática de George Macartney a Pekín en 1793. Los relojes Vulliamy combinaban finas figuras de porcelana para crear artefactos que combinaban ciencia y arte. El diseño general era realizado por Vulliamy, a pesar de que este tenía contratados escultores de renombre para crear figuras que eran influenciadas por diseño franceses contemporáneos. El negocio también subcontrataba muchos artesanos de relojería habilidosos, a pesar de que Vulliamy revisaba y hacía retoques finales a los productos antes de venderlos.